# Азамбужа
Азамбужа (порт.  Azambuja; [ɐzɐ̃ ˈbuʒɐ]) — муниципалитет в Португалии, центр одноимённого муниципалитета в составе округа Лиссабон. Численность населения — 6,9 тыс. жителей (посёлок), 21,7 тыс. жителей (муниципалитет). Посёлок и муниципалитет входит в регион Алентежу и субрегион Лезирия-ду-Тежу. По старому административному делению входил в провинцию Рибатежу.

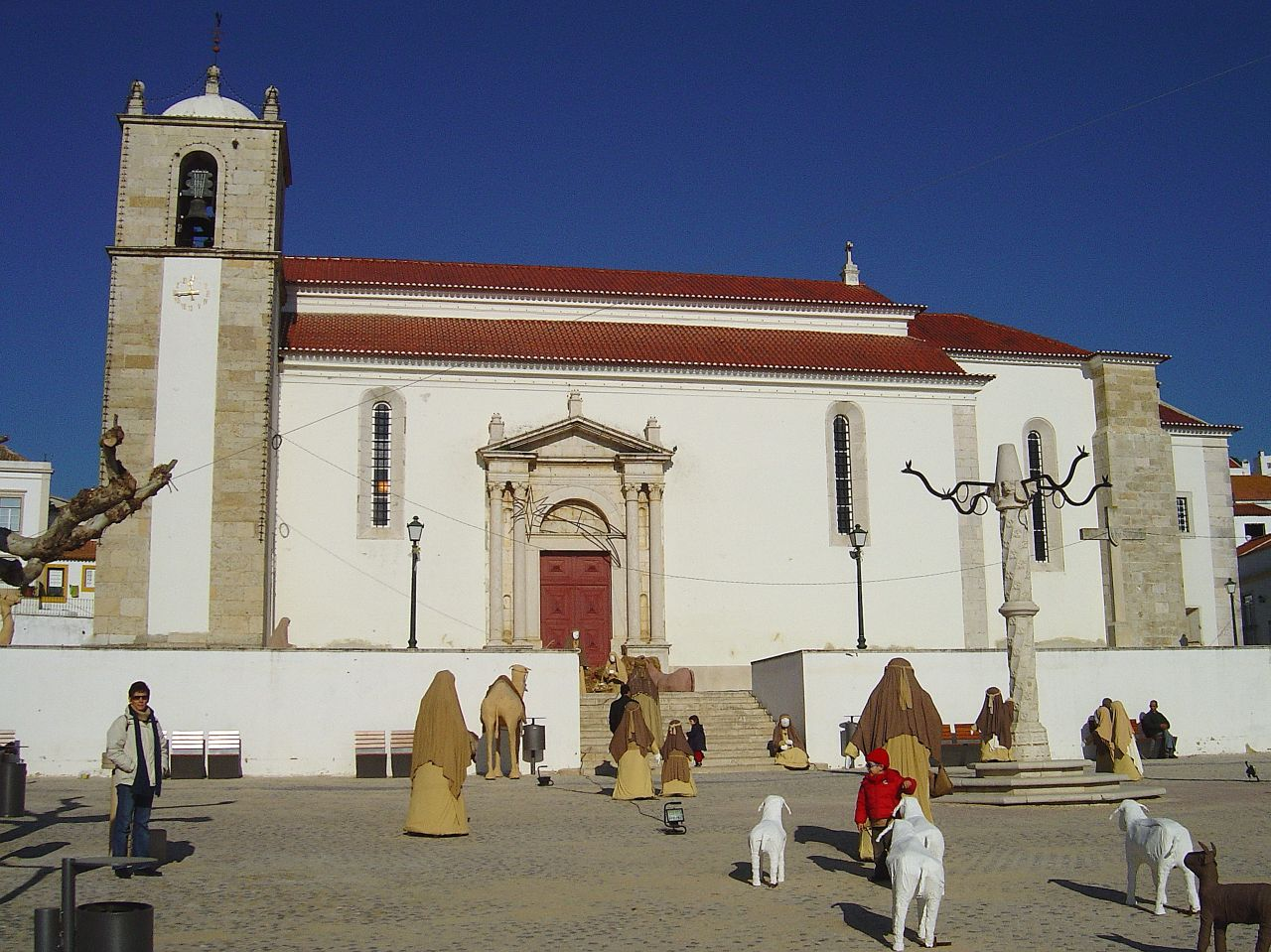
Церковь Матриз в Азамбужа

## Расположение
Посёлок расположен в 47 км севернее центра города Лиссабон. Станция на ж/д трассе Лиссабон — Порту.
Расстояние до:
- Порту — 230 км
- Сантарен — 23 км
- Лейрия — 74 км

Муниципалитет граничит:
- на севере — муниципалитет Риу-Майор
- на северо-востоке — муниципалитет Сантарен
- на востоке — муниципалитет Карташу
- на юго-востоке — муниципалитет Салватерра-де-Магуш
- на юге — муниципалитеты Вила-Франка-де-Шира и Бенавенте
- на западе — муниципалитеты Аленкер и Кадавал

## Фотогалерея

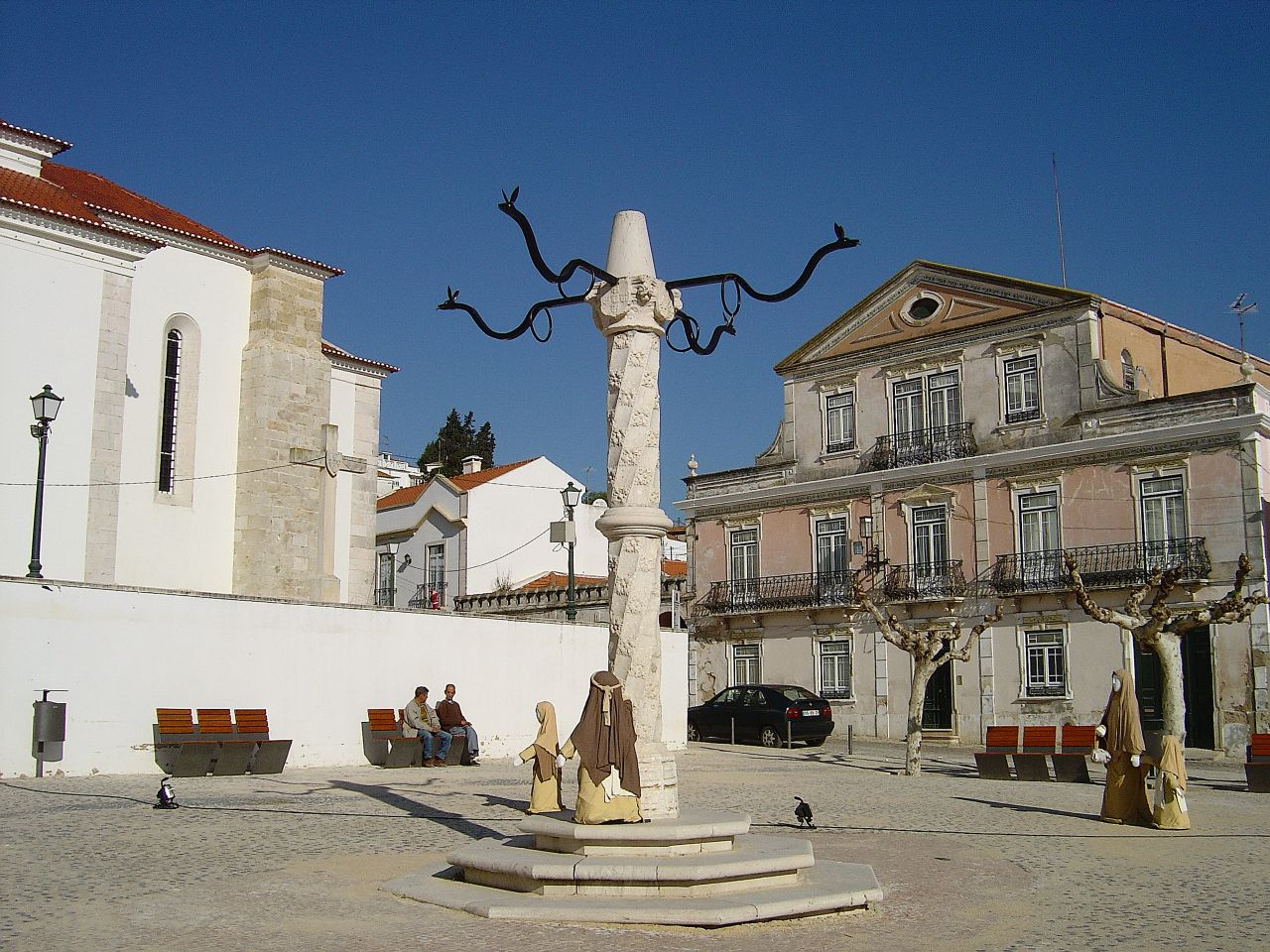
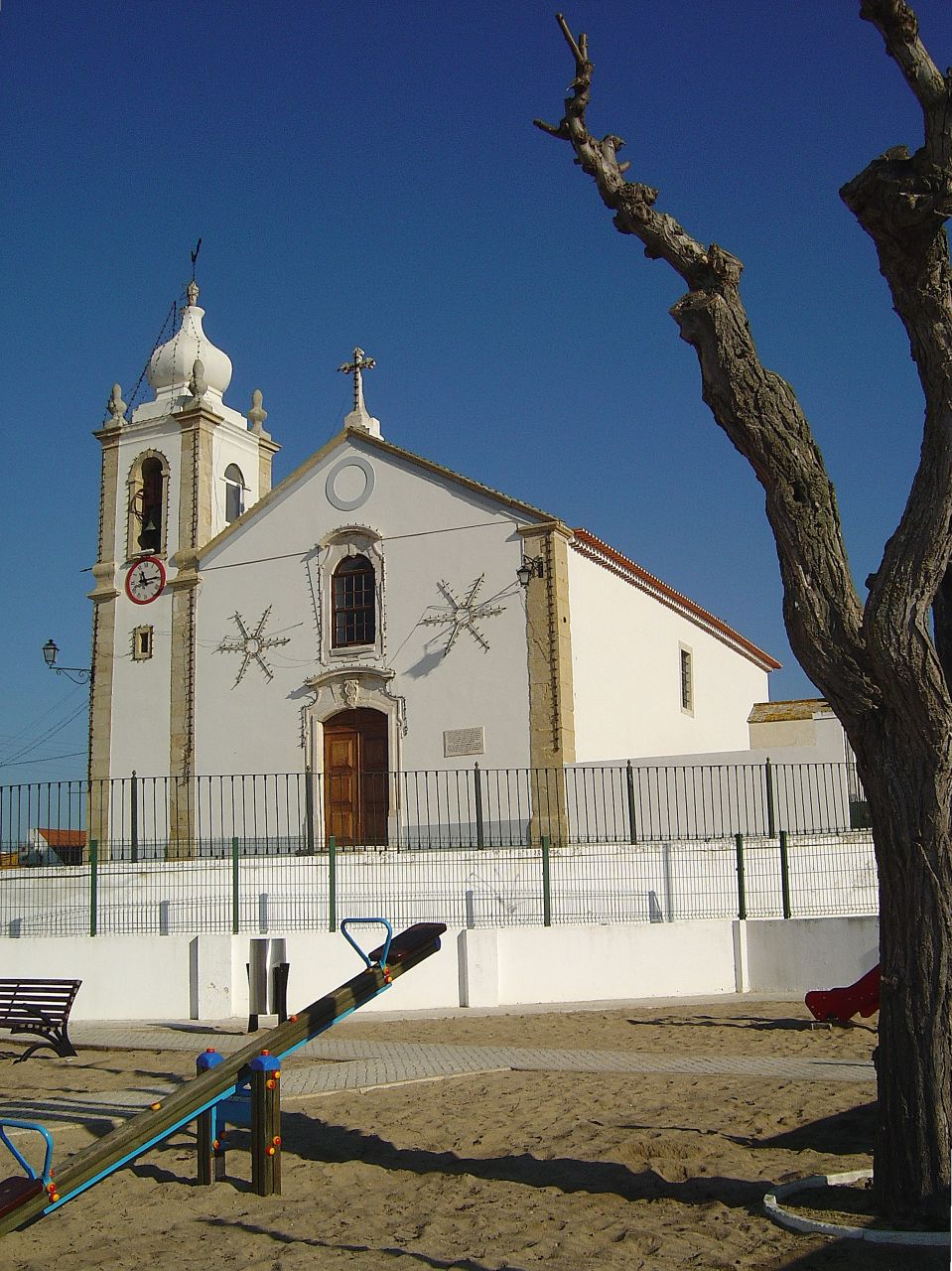

## Население
| Население города Азамбужа (1801—2004) | Население города Азамбужа (1801—2004) | Население города Азамбужа (1801—2004) | Население города Азамбужа (1801—2004) | Население города Азамбужа (1801—2004) | Население города Азамбужа (1801—2004) | Население города Азамбужа (1801—2004) | Население города Азамбужа (1801—2004) | Население города Азамбужа (1801—2004) |
| ------------------------------------- | ------------------------------------- | ------------------------------------- | ------------------------------------- | ------------------------------------- | ------------------------------------- | ------------------------------------- | ------------------------------------- | ------------------------------------- |
| 1801                                  | 1849                                  | 1900                                  | 1930                                  | 1960                                  | 1981                                  | 1991                                  | 2001                                  | 2004                                  |
| 3402                                  | 3514                                  | 11 446                                | 14 035                                | 18 218                                | 19 768                                | 19 568                                | 20 837                                | 21 508                                |

## История
Посёлок основан в 1200 году.

## Районы (фрезегии)
- Авейраш-де-Байшу
- Авейраш-де-Сима
- Азамбужа
- Алкоэнтре
- Вале-ду-Параизу
- Вила-Нова-да-Раинья
- Вила-Нова-де-Сан-Педру
- Манике-ду-Интенденте
- Масусса